# Ljusbrun (hudfärg)

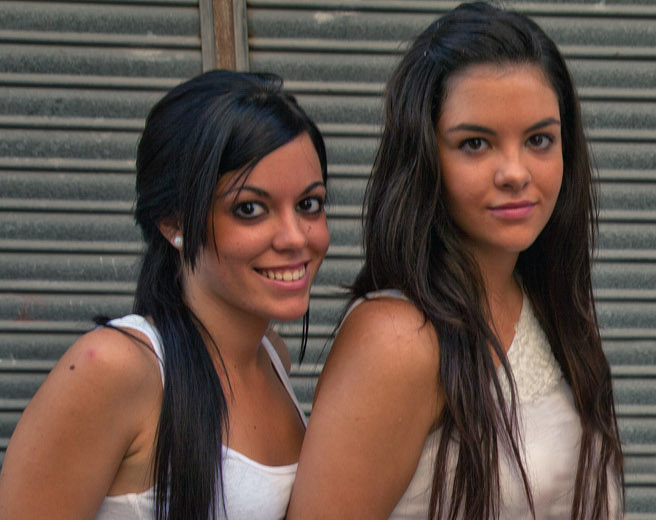
Två ljusbruna tjejer.

Ljusbrun, mellanbrun eller oliv hud (av engelska: olive skin) är vad man i kontrast till andra hudfärger vardagligt benämner dem med ljusare brun hudfärg eller viss solbränna, ofta förknippad med hudtyp 3 till 4 på fitzpatrickskalan. Hudfärgen är resultatet av viss större mängd melanin i huden som skyddar mot solens ultravioletta strålning (UV-strålning) som är starkare kring ekvatorn. Melaninet i huden fångar upp UV-strålningen och skyddar DNA och andra molekyler i cellerna från att skadas, vilket minskar risken för cancer.
Begrepp om hudfärg är historiskt starkt förknippade med rasbiologi och kan ha negativ konnotation om ej annat än visuellt kännetecken per praktiska omständigheter.